# 法默斯堡鎮區 (克萊頓縣)
法默斯堡鎮區（Farmersburg Township），美国艾奥瓦州克莱顿县的一个鎮區，总面积94.08平方公里，总人 口605（2000美国人口普查）。